# Мерей (Западно-Казахстанская область)
Мерей (каз. Мерей, до 199? г. — Логашкино) — село в Таскалинском районе Западно-Казахстанской области Казахстана. Административный центр Мерейского сельского округа. Код КАТО — 276049100.

## Население
В 1999 году население села составляло 936 человек (465 мужчин и 471 женщина). По данным переписи 2009 года, в селе проживали 864 человека (432 мужчины и 432 женщины).